# ليونيل جوليس
ليونيل جوليس (بالفرنسية: Léonel Jules)‏ هو رسام هايتي، ولد في 29 ديسمبر 1953 في بورت أو برانس في هايتي.